# Джаз Сінклер
Жасмін Сінклер (англ. Jaz Sinclair, нар. 22 липня 1994, Даллас, Техас, США) — американська акторка кіно і телебачення. Вона відома за ролями Анжели у «Паперових містах», Анни у «Коли ламається гілка» та Розалінди «Роз» Вокер у серіалі «Моторошні пригоди Сабріни» на Netflix. Вона зіграє головну роль Супе Марі Моро в серіалі «Покоління V» на Amazon Prime Video, реліз якого запланований на 2023 рік.

## Кар'єра
У 2013 році Сінклер знялася у двох епізодах документального серіалу HBO «Майстер-клас».
У 2014 році Сінклер зіграла роль Кім Карсон в одному епізоді серіалу «Революція» на каналі NBC. Вона також зіграла роль Таші Вільямс у трьох епізодах серіалу «Різзолі та Айлз» на каналі TNT.
У 2015 році Сінклер зіграла Анжелу в комедійно-драматичному фільмі Джейка Шраєра «Паперові міста» разом з Натом Вулфом і Карою Делевінь. Фільм є екранізацією однойменного роману Джона Гріна і вийшов на екрани кіностудії 20th Century Fox 24 липня 2015 року.
У 2016 році Сінклер зіграла роль Анни, сурогатної матері, у трилері «Коли ламається гілка» режисера Джона Кассара. 9 вересня 2016 року фільм вийшов на екрани кінокомпанії Screen Gems.
У 2017 році Сінклер знялася в ролі Беатріс Беннетт у серіалі «Щоденники вампіра».
Сінклер зіграла Хлої у надприродному фільмі жахів «Слендермен», який вийшов на екрани 10 серпня 2018 року.
5 лютого 2018 року Сінклер отримала роль Розалінди «Роз» Вокер у серіалі Netflix «Моторошні пригоди Сабріни».
11 березня 2021 року Сінклер отримала роль у спін-оффі «Хлопаки» на Amazon Original під назвою «Gen V», вперше сфотографувавшись в образі своєї героїні, супе з Ред-Рівер, на ім'я Марі Моро, у третьому сезоні колишнього серіалу, що передував її дебюту.

## Фільмографія
| Рік        |    | Українська назва                 | Оригінальна назва                            | Роль                 |
| ---------- | -- | -------------------------------- | -------------------------------------------- | -------------------- |
| 2009       | кф |                                  | Into Dust                                    | соплива дівчина      |
| 2011       | кф |                                  | A Race Against Time: The Sharla Butler Story | Шарла                |
| 2013       | кф |                                  | Ordained                                     | пішохід у Нью-Йорку  |
| 2013—2014  | с  | Мастерклас                       | Masterclass                                  | сама себе            |
| 2014       | с  | Vlogbrothers                     | Vlogbrothers                                 | сама себе            |
| 2014       | с  | Революція                        | Revolution                                   | Кім Карсон           |
| 2014       | с  | Різзолі та Айлз                  | Rizzoli & Isles                              | Таша Вільямс         |
| 2015       | ф  | Паперові міста                   | Paper Towns                                  | Анджела              |
| 2016       | ф  | Все таємне стає явним            | When the Bough Breaks                        | Анна Волш            |
| 2016—2019  | с  | Простіше простого                | Easy                                         | Ембер                |
| 2017       | ф  | Весела вечеря матусь             | Fun Mom Dinner                               | Олівія               |
| 2017       | кф |                                  | Think Fast                                   | Джеймі Мак           |
| 2017       | с  | Щоденники вампіра                | The Vampire Diaries                          | Беатріс Беннетт      |
| 2018       | ф  | Тонка людина                     | Slender Man                                  | Хлоя                 |
| 2018—2020  | с  | Моторошні пригоди Сабріни        | Chilling Adventures of Sabrina               | Розалінд «Роз» Вокер |
| 2019       | кф |                                  | Wingmen                                      | Марі                 |
| 2022       | ф  | Будь ласка, крихітко, будь ласка | Please Baby Please                           | Джоанн               |
| 2022       | кф |                                  | Written By                                   | Кензі                |
| 2023—т. ч. | с  | Покоління V                      | Gen V                                        | Марі Моро            |